# Cognocoli-Monticchi
Cognocoli-Monticchi (en cors Cugnocolu è Muntichji) és un municipi francès, situat a la regió de Còrsega, al departament de Còrsega del Sud. L'any 1999 tenia 38 habitants. Limita al nord-oest amb Pietrosella, al nord i nord-est amb Albitreccia, a l'oest amb Coti-Chiavari, a l'est amb Guargualé, al sud-oest amb Serra-di-Ferro, al sud amb Sollacaro i al sud-est amb Pila-Canale.

## Demografia
| Evolució de la població |      |      |      |      |      |      |      |      |
| 1793                    | 1800 | 1806 | 1821 | 1831 | 1836 | 1841 | 1846 | 1851 |
| -                       | 203  | 200  | 227  | 209  | 189  | 209  | 215  | 260  |

| 1856 | 1861 | 1866 | 1872 | 1876 | 1881 | 1886 | 1891 | 1896 |
| ---- | ---- | ---- | ---- | ---- | ---- | ---- | ---- | ---- |
| 384  | 334  | 306  | 318  | 435  | 534  | 683  | 529  | 609  |

| 1901 | 1906 | 1911 | 1921 | 1926 | 1931 | 1936 | 1946 | 1954 |
| ---- | ---- | ---- | ---- | ---- | ---- | ---- | ---- | ---- |
| 616  | 605  | 640  | 568  | 573  | 532  | 517  | 516  | 436  |

| 1962 | 1968 | 1975 | 1982 | 1990 | 1999 | 2006 | 2011 | 2016 |
| ---- | ---- | ---- | ---- | ---- | ---- | ---- | ---- | ---- |
| 148  | 131  | 143  | 143  | 173  | 164  | -    | -    | -    |

| 2019 | - | - | - | - | - | - | - | - |
| ---- | - | - | - | - | - | - | - | - |
| -    | - | - | - | - | - | - | - | - |

## Administració
| Període   | Identitat     | Partit | Qualitat |
| --------- | ------------- | ------ | -------- |
| 2001-     | Ange Allioti  |        |          |
| 1983-2001 | Laurent Costa |        |          |